# Опалево
Опалево (пол. Opalewo, нім. Oppelwitz) — село в Польщі, у гміні Щанець Свебодзінського повіту Любуського воєводства.
Населення — 168 осіб (2011).
У 1975-1998 роках село належало до Зеленогурського воєводства.

## Демографія
Демографічна структура станом на 31 березня 2011 року:
|          | Загалом | Допрацездатний вік | Працездатний вік | Постпрацездатний вік |
| -------- | ------- | ------------------ | ---------------- | -------------------- |
| Чоловіки | 80      | 16                 | 55               | 9                    |
| Жінки    | 88      | 24                 | 46               | 18                   |
| Разом    | 168     | 40                 | 101              | 27                   |